# Waldorf-Astoria (1893)
El Waldorf-Astoria se originó como dos hoteles, construidos uno al lado del otro por familiares en disputa en la Quinta Avenida en Manhattan. Construido en 1893 y ampliado en 1897, el Waldorf-Astoria fue arrasado en 1929 para dar paso a la construcción del Empire State Building. Su sucesor, el actual Waldorf Astoria New York, fue construido en Park Avenue en 1931. El original Waldorf Hotel se inauguró el 13 de marzo de 1893 en la esquina de la Quinta Avenida y la 33rd Street, en el sitio donde el millonario desarrollador William Waldorf Astor había construido su mansión en el estilo del Renacimiento alemán por Henry J. Hardenbergh, tenía 225 pies (69 m) de altura, con 15 salas públicas y 450 habitaciones, y otras 100 habitaciones asignadas a los empleados, con instalaciones de lavandería en las plantas superiores. Estaba fuertemente amueblado con antigüedades europeas traídas por el propietario fundador George Boldt y su esposa de una visita a Europa en 1892. La habitación Empire era la habitación más grande y lujosamente decorada del Waldorf y poco después de su apertura, se convirtió en uno de los mejores restaurantes de la ciudad de Nueva York, rivalizando con Delmonico y Sherry's.

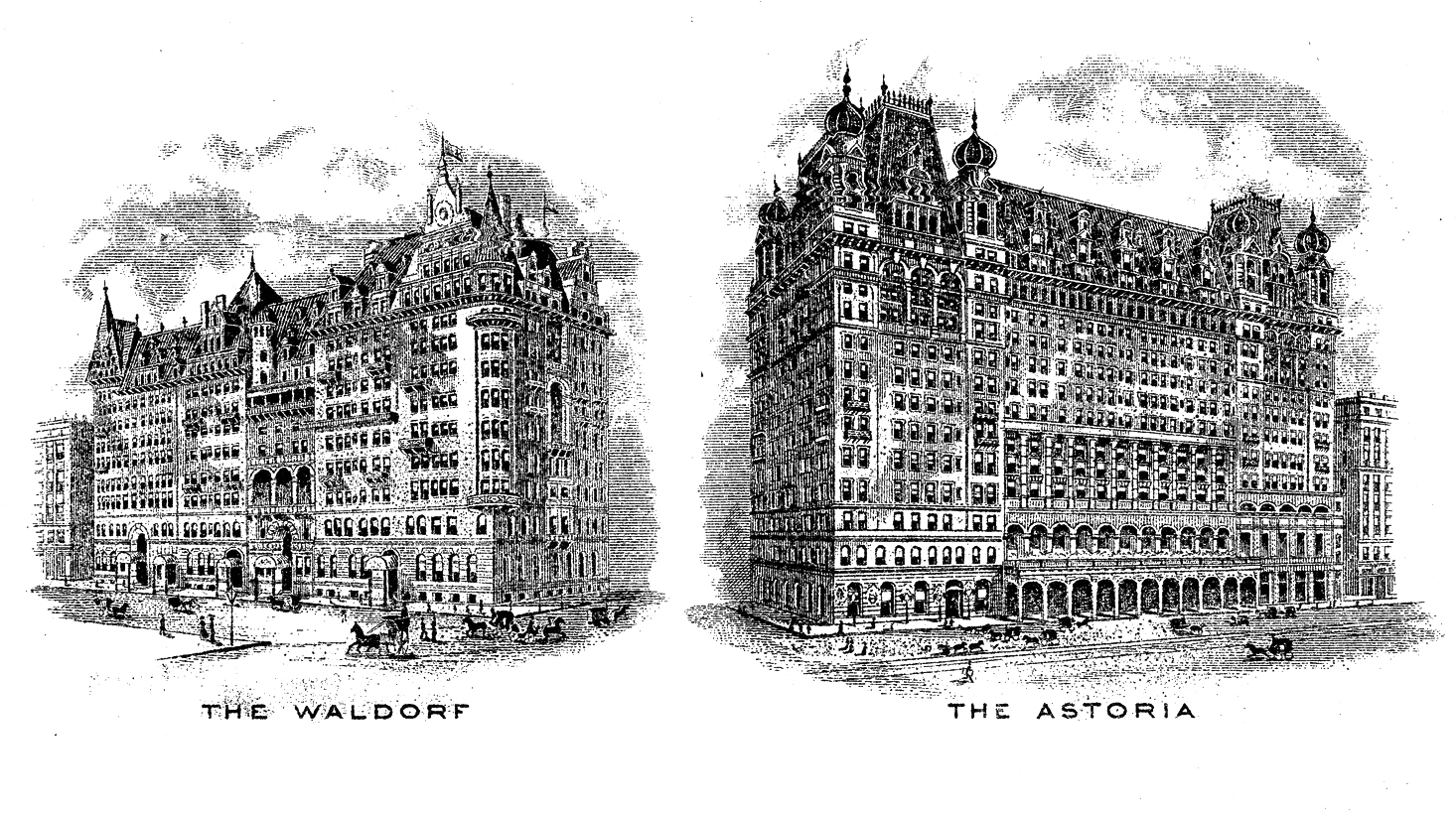
Engraved vignettes of the original hotels c1915

El Hotel Astoria abrió sus puertas en 1897 en la esquina suroeste de la Quinta Avenida y la calle 34, al lado del Waldorf. También fue diseñado en estilo renacentista alemán por Hardenbergh, a una altura de unos 270 pies (82 m), con 16 pisos, 25 salas públicas y 550 habitaciones. El salón de baile, en el estilo Louis XIV, ha sido descrito como la "pieza de resistencia" del hotel, con capacidad para 700 personas en banquetes y 1,200 en conciertos. El comedor Astor se reprodujo fielmente en el comedor original de la mansión, que una vez estuvo en el sitio. Conectado por 300 metros (980 pies) de largo "Peacock Alley" después de la fusión en 1897, el hotel tenía 1.300 habitaciones, por lo que el hotel más grande del mundo en ese momento. Fue diseñado específicamente para atender las necesidades de la "rica corte superior" socialmente prominente de Nueva York y los distinguidos visitantes extranjeros de la ciudad. Fue el primer hotel en ofrecer electricidad completa y baños privados. El Waldorf ganó fama mundial por sus cenas y bailes de recaudación de fondos, al igual que su famoso maître d'hôtel, Oscar Tschirky, conocido como "Oscar del Waldorf". Tschirky fue autor de The Cookbook de Oscar of The Waldorf (1896), un libro de 900 páginas con todas las recetas del día, incluida la suya, como la ensalada Waldorf, los aderezos de Eggs Benedict y Thousand Island, que siguen siendo populares en todo el mundo.

## Antecedentes

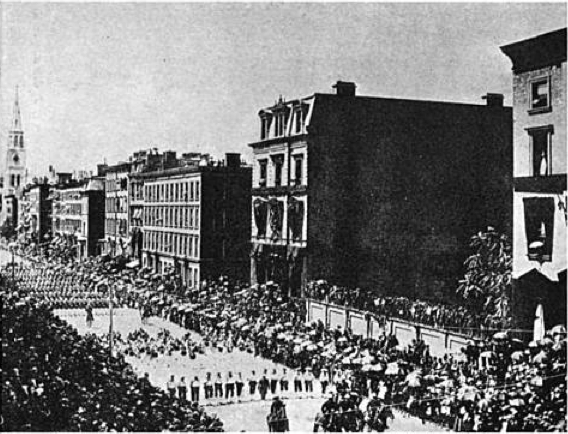
Fifth Avenue y 33rd Street (1885). En el lado derecho están las residencias de John Jacob y William B. Astor. Las casas fueron arrasadas posteriormente para construir el Hotel Waldorf-Astoria.

### Apertura y primeros años del Waldorf
En 1799, John Thompson compró un terreno de aproximadamente 20 acres delimitado por Madison Avenue, 36th Street, Sixth Avenue y 33rd Street, inmediatamente al norte de la granja de Caspar Samler, por (US $ 2,400) £ 482 10s. En 1826, John Jacob Astor compró la propiedad de Thompson, así como una de Mary y John Murray dueño de una granja en Murray Hill, en el área que ahora es Madison Avenue, hacia Lexington Avenue, entre las calles 34 y 38. En 1827, William B. Astor, Sr. compró un interés de la mitad, incluida la Quinta Avenida de las calles 32 a 35, por $ 20,500. Construyó una casa de ladrillo rojo cuadrada sin pretensiones en la esquina suroeste de la calle 34 y la Quinta Avenida, mientras que John Jacob Astor erigió una casa en la esquina noroeste de la calle 33. 

### Citas
1. ↑  McCarthy y Rutherford ,  1931, p. 5.
2. ↑  Craven ,  2009, p. 35.
3. ↑  McCarthy y Rutherford ,  1931, pp. 6, 7.
4. ↑  Morehouse III ,  1991, p. 20.